# Nasri Atweh

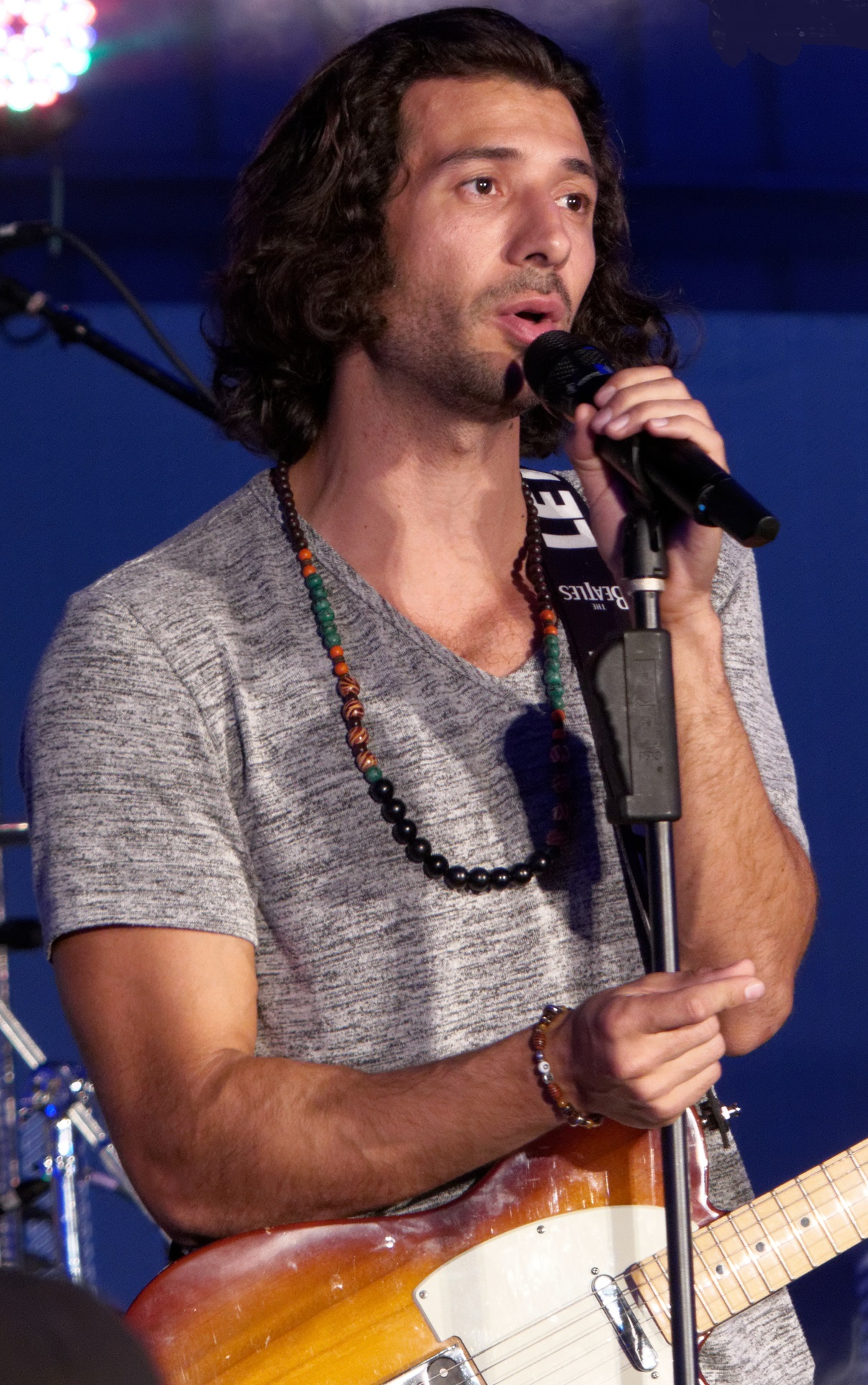
Nasri Atweh (2014)

Nasri Tony Atweh (Arabisch: نصري طوني عطوة, geboren am 10. Januar 1981 in Toronto), auch nur Nasri genannt, ist ein kanadischer Musiker und Musikproduzent. Er ist der Frontmann der R&B-Reggae-Band Magic!.

## Leben
Nasri wuchs in Toronto auf. Seine Eltern waren palästinensische Einwanderer. Im Alter von sechs Jahren hat Nasri angefangen zu singen. Er studierte an der Senator O’Connor College School, dort war er auch Mitglied des Schulchors. Im Jahr 2002 gewann er den John Lennon Songwriting Contest mit einem Song, den sein Freund Adam Messinger geschrieben hatte.
Nasri ist mit der deutschen Sängerin Sandy Mölling liiert und hat mit ihr einen Sohn; die Familie lebt mit Möllings Sohn aus einer früheren Beziehung in Los Angeles.

## Karriere

### Solokarriere
Nasri hatte als Solokünstler schon einigen Erfolg in Kanada gehabt. Sein Song Best Friend wurde in seiner Heimatstadt im Radio gespielt, wodurch seine Bekanntheit stieg. 2012 veröffentlichte Nasri die Single You Deserve It Better.

### The Messengers
Zusammen mit Messinger gründete er das Produzentenduo The Messengers. Nasri half bei der Wiedervereinigung der New Kids on the Block im Jahr 2007. Nasri schrieb für Musiker wie David Guetta, Akon, Jason Derulo, Justin Bieber, Jay Sean, Vanessa Hudgens oder die No Angels.

### Magic!
2012 gründete er die Band Magic! Seine Freunde Mark Pellizzer und Ben Spivak waren sofort dabei, jedoch fehlte ihnen ein Schlagzeuger, weshalb sie Alex Tanas in die Band aufnahmen. 2013 veröffentlichte die Band ihre Debütsingle Rude, die Platz 6 der Canadian Hot 100 erreichte. Die Band steht bei Sony Music Entertainment, Latium Entertainment und RCA Records unter Vertrag.